# Ballen (Stückgut)

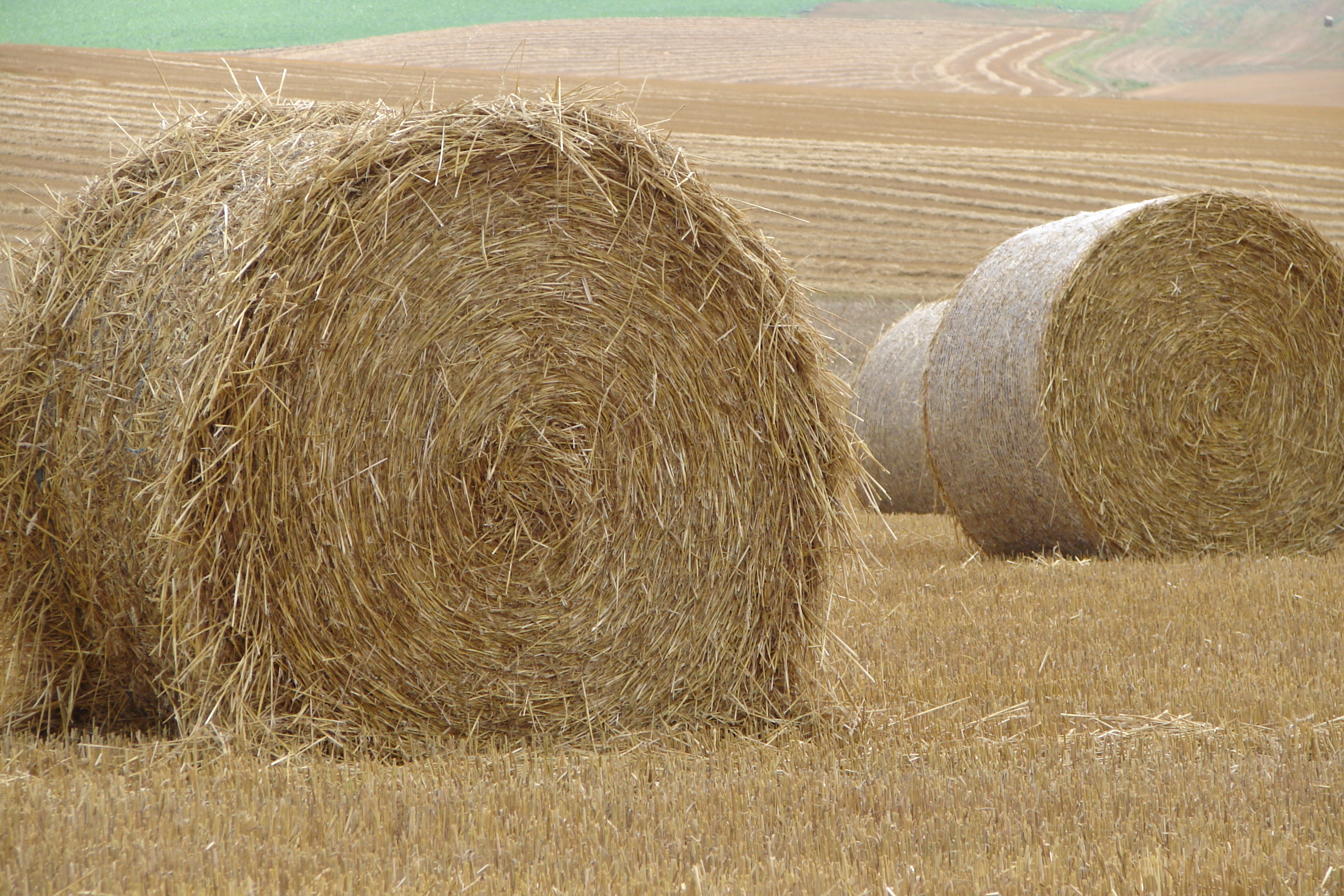
Runde Strohballen

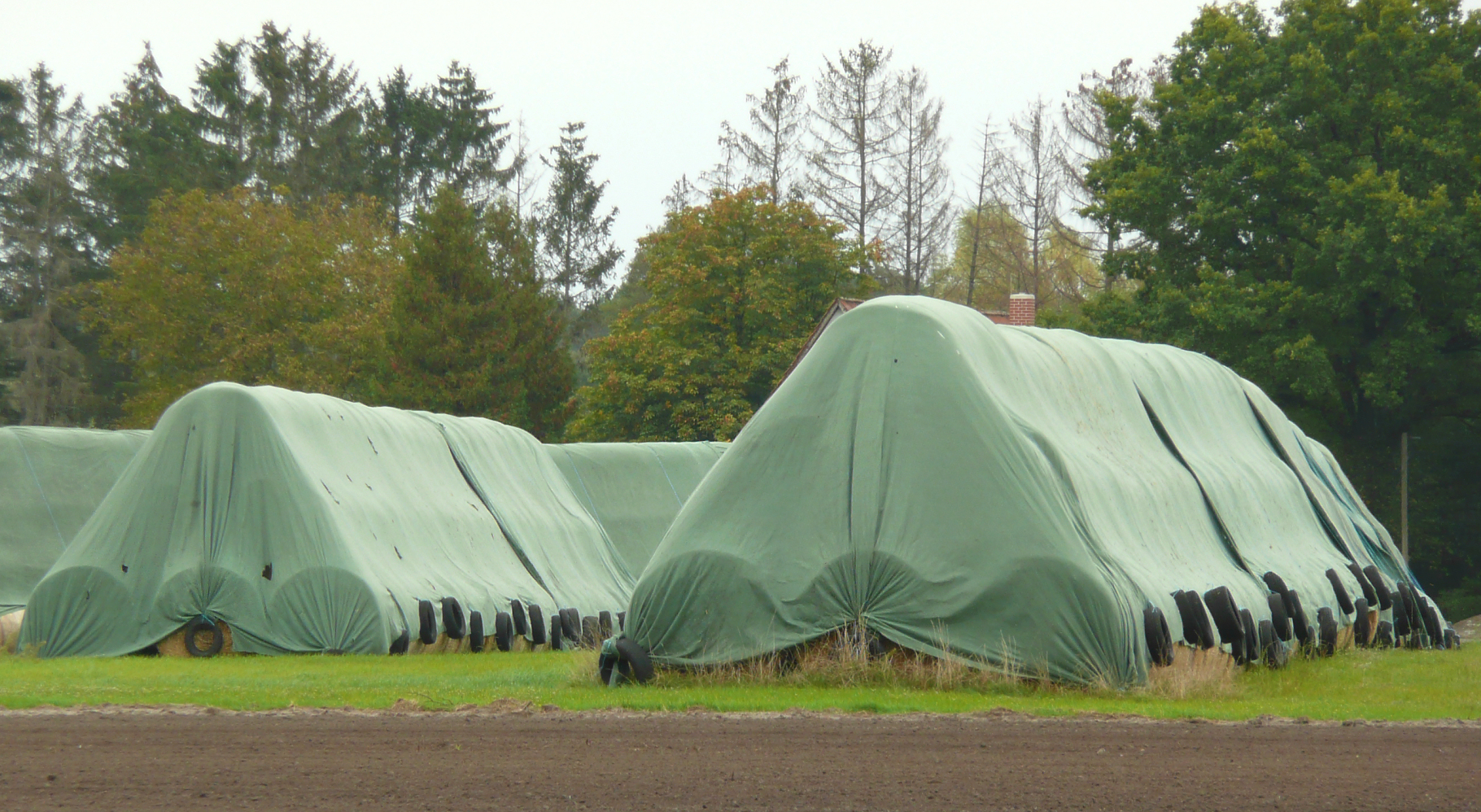
Mit Plane abgedeckte Heuballen

Der Ballen (von mittelhochdeutsch balle, „rundliche Papierrolle, eine gewisse Quantität zusammengerollten oder gepackten Papiers, Tuch und dergleichen“, zu ballen, „zu einem Ball machen“) ist ein Begriff aus der Materialwirtschaft bzw. der Logistik. Er bezeichnet ein Stückgut, welches sich vornehmlich zum erleichterten Transport in einem gepackten oder geschnürten Zustand befindet. Das Wort Ballen lässt sich in diesem Zusammenhang von dem Wort Ball bzw. Bündel ableiten und ist so auch prinzipiell in einer runden Form vorzufinden.

## Begriff

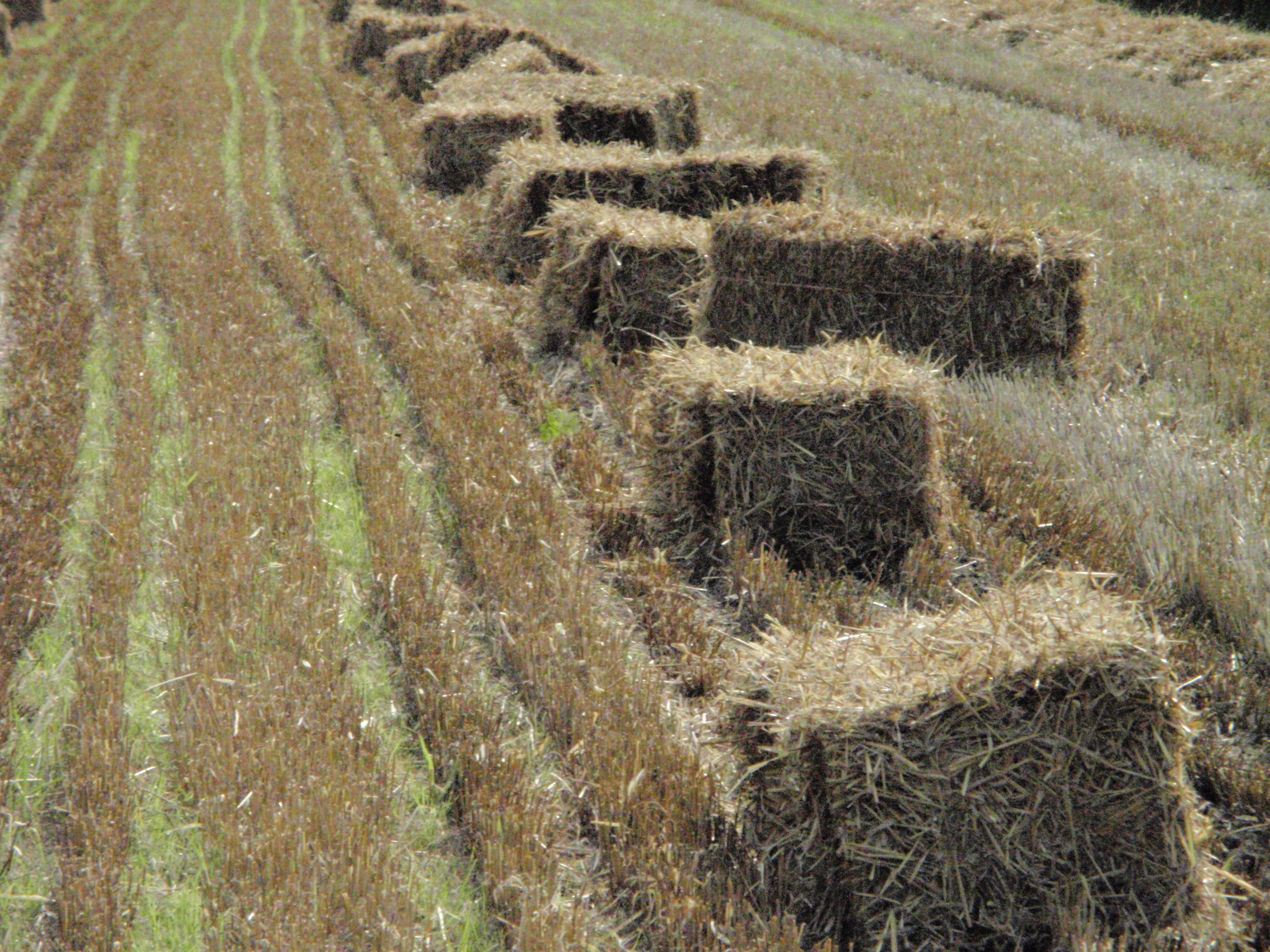
Eckige Strohballen

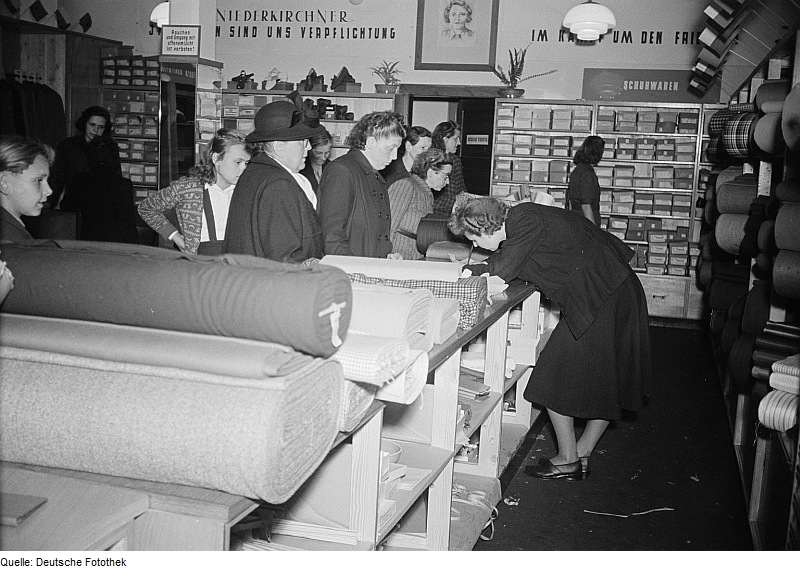
Stoffballen im Verkauf 1952

Der in der Umgangssprache gebräuchlichste Zusammenhang ist aus dem Bereich der Landwirtschaft und bezeichnet den Heuballen. Der Heuballen ist ein kubischer oder zylindrischer Körper bestehend aus gepresstem Heu und lagert auf dem Felde. Heuballen werden durch Ballenpresse gepresst und können von erheblichem Gewicht sein, sodass sie nicht unmittelbar transportfähig sind. Die Transportfähigkeit wird jedoch durch die runde Form des Heuballens erleichtert. Andere Ballen, welche eine Bündelung von transportfähigen Gütern vorsehen, sind z. B. der Holzballen, der Teppichballen oder der Papierballen.

## Zähl- und Stückmaß
Ballen als Zähl- und  Stückmaß war im Handel mit Leder verbreitet und
- 1 Ballen = 20 Stück Rollen = 220 Stück Juchten

oder mit Häuten
- 1 Ballen = 30 Stück Pfundsleder

In der Textilindustrie
- Leinwandhandel 1 Ballen = 12 Stück mit 12–30 Ellen
- Tuchhandel in Breslau 1 Ballen = 10 Stück Tuch mit 32 Ellen
- Wollhandel in England 1 Ballen = 60 Pack (auch 30) zu 4 Pfund

Auch war Ballen ein Handelsgewicht und galt in Brüssel und Antwerpen mit diesen Werten
- 1 Ballen = ½ Charge = 2 Zentner = 200 Pfund = 93,732 Kilogramm[3]

In Belgien hatte er die Bezeichnung Fargot.
Im türkischen Handel hatte
- 1 Seiden-Ballen = 24,3 Kilogramm[4]

Ballen war auch ein Maß im Handel mit Glastafeln:
- Einfaches Glas 1 Ballen = 25 Bund zu 6 Tafeln
- Gefärbtes Glas 1 Ballen = 12 ½ Bund  zu 3 Tafeln